# Poicephalus meyeri
El lorito de Meyer (Poicephalus meyeri) es una especie de ave de la familia de los loros (Psittacidae) del África subsahariana. Su nombre se debe al ornitólogo alemán Bernhard Meyer.
El loro de Meyer es más pequeño que otros del género Poicephalus, pero ocupa una gran área de distribución y posee más subespecies que cualquier otro.

## Área de distribución
El área de difusión del loro de Meyer comprende el África central y oriental, encontrándose principalmente en Angola, Chad, República Centroafricana, Sudán, Etiopía, Kenia, Zambia, Zimbabue, Mozambique y Sudáfrica. El Poicephalus meyeri es el Poicephalus con más áreas de distribución, pero no el más común. Debido a la tala incontrolada de su hábitat y a la exportación principalmente al mercado europeo, ha habido un descenso de especímenes notable, aunque no con riesgo de extinción durante los años de su descubrimiento (1827).

## Exportaciones
El loro de Meyer se encuentra en Lista Roja de Especies Amenazadas de la UICN en 2004 como especie con bajo riesgo y menor preocupación de extinción. También está incluido en el Apéndice II en el año 1981 por la Convención sobre el Comercio Internacional de Especies Amenazadas de Fauna y Flora Silvestres (CITES), por lo tanto la exportación y el comercio con el loro de Meyer es ilegal. No obstante a lo largo de los años se han dado cupos de exportación CITES sobre loros de Meyer salvajes y criados en centros de cría.
Los cupos de exportación desde 2000-2008 han sido principalmente de Mozambique y con cupos de 100 especímenes. No obstante en 2001 se dieron cupos de 1000 para especímenes silvestres en la República Democrática del Congo.

## Hábitat
El Poicephalus meyeri ocupa un área de 6.000.000 km² entre los países de su área de distribución. Los loros de Meyer habitan en bosques de miombo, sabanas arboladas, bosques ribereños y zonas cultivadas hasta los 2200 metros sobre el nivel del mar. Se alimentan de frutas, bayas, semillas, y semillas leguminosas. También se alimentan de los cultivos, con lo cual, son perseguidos por los agricultores afectados.
Los loros de Meyer suelen ir en grupos de 30 individuos para buscar comida en épocas de sequías y en parejas durante las temporadas de cría. Anidan en troncos huecos, dependiendo el país anidan en distintos meses del año.

## Descripción
El loro de Meyer mide unos 21 centímetros desde la cabeza hasta la cola. En edad adulta pesan entre 120-130 gramos. Se caracteriza por su brillante color aguamarina en la parte central e inferior del cuerpo. La cabeza es de color grisáceo, mientras que la coronilla, y los hombros son de tonalidad amarilla. El color base es gris en la parte de las alas, cola y cabeza. El iris es de color marrón, el pico gris y las patas grisáceas.
En los ejemplares jóvenes es color principal es gris, no poseen el color amarillo en la coronilla, pero si en los hombros. Las alas son de una tonalidad verde y negra. Los iris son de castaño oscuro.

## Dimorfismo sexual y cría
El macho y la hembra del Poicephalus meyeri son similares en su aspecto como ocurre con otros de su género Poicephalus, por lo tanto, para saber el sexo del loro se debe recurrir a un análisis de ADN o por mediación de cirugía (endoscopia). Este loro es raro en la avicultura española, pero poco a poco se están introduciendo en granjas de cría de loros para su reproducción en cautividad y venta después. La hembra pone de 2 a 3 huevos durante 7 o 9 días con un tamaño de 25 por 20 milímetros de cada huevo. La hembra los incuba durante 27 días hasta su eclosión, cuando el pollo nace pesa 6 gramos y cuando se produce la emancipación pesa 117 gramos. A las 9 semanas después de la eclosión se producen los primeros vuelos. 
Para la cría en cautividad se utilizan nidos de 30 x 30 centímetros de base por 50 centímetros de altura, y el orificio de entrada al nido de 9 centímetros de diámetro.

## Subespecies
Tiene seis subespecies reconocidas:

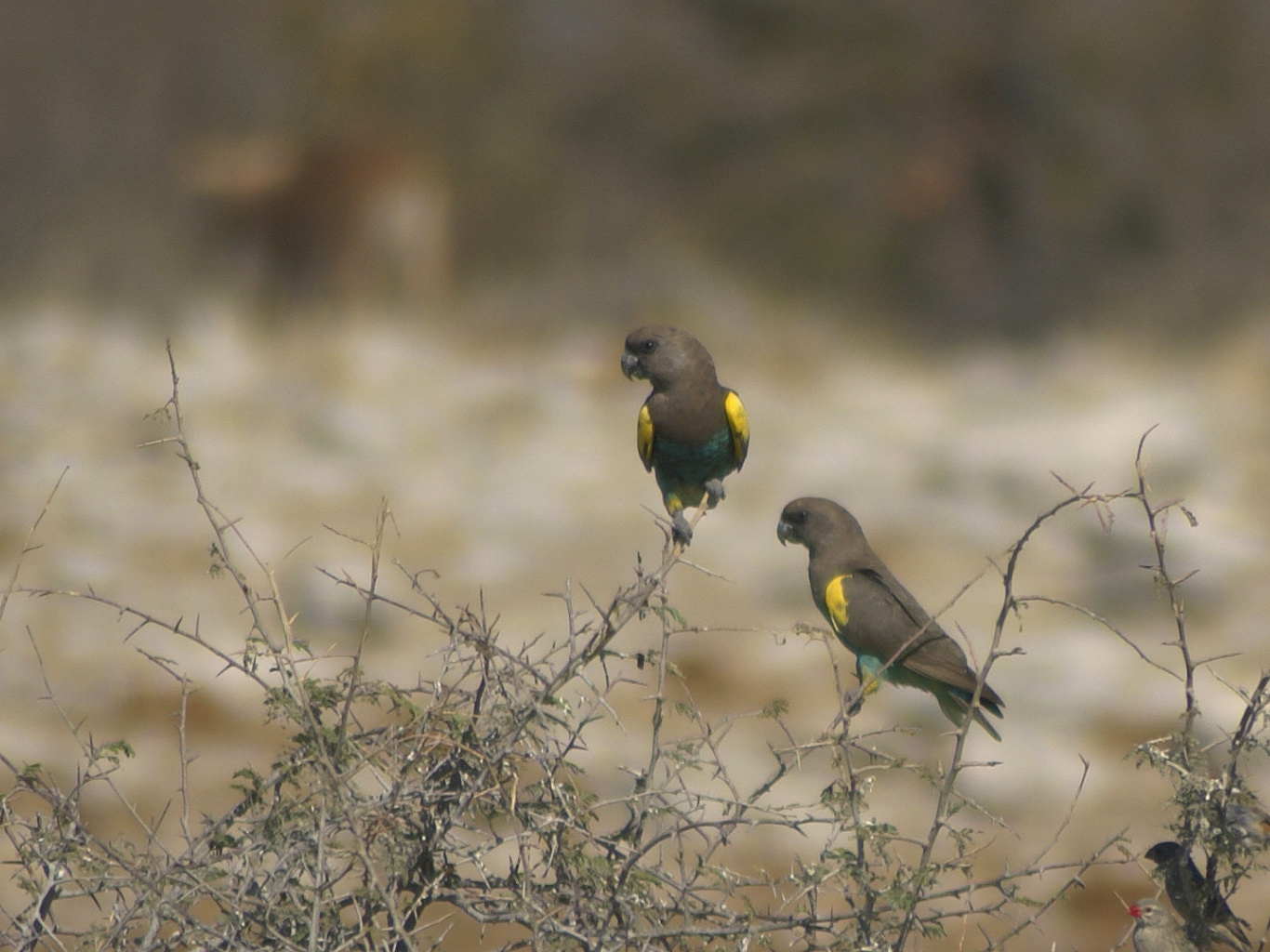
P. m. damarensis

- Poicephalus m. meyeri (Cretzschmar, 1827): se encuentra en Etiopía, Chad, República Centroafricana y Sudán.
- Poicephalus m. saturatus (Sharpe, 1901): presente en Uganda, Kenia y Tanzania. El color aguamarina del pecho es más azulado y más pálido.
- Poicephalus m. matschiei (Neumann, 1898): se extiende desde Tanzania al sudeste del Zaire, Malaui, Zambia y oriente de Angola. Esta subespecie tiene una tonalidad más azul en la zona verde de la especie principal.
- Poicephalus m. tranvaalensis (Neumann, 1898): se encuentra en el sur de Zambia, Zimbabue, y norte de Transvaal de donde la subespecie recibe el nombre. Es de tamaño más pequeño y con las coloraciones en azul aún más significativas que en el Poicephalus m. matschiei.
- Poicephalus m. reichenowi (Neumann, 1898): aparece en las zonas entre Huila y el sur de Malanje. Es más grande que el Poicephalus m. matschiei, pero carece del color amarillo en la coronilla.
- Poicephalus m. damarensis (Neumann, 1898): pequeña población al norte de Namibia, norte de Botsuana y sudoeste de Angola.